# Auguste Rodhain
Pour les articles homonymes, voir Rodhain.
Auguste Rodhain est un homme politique français député d'Eure-et-Loir, né le 14 août 1868 à Paris et mort le 18 novembre 1943 à Auffargis.

## Biographie
Directeur technique des laiteries Hauser de Paris, il est chargé des approvisionnements. Il est élu conseiller d'arrondissement en 1910 puis conseiller général dans le canton de La Loupe en 1919. Il est député d'Eure-et-Loir de 1924 à 1932, inscrit au groupe radical.

## Sources
- « Auguste Rodhain », dans le Dictionnaire des parlementaires français (1889-1940), sous la direction de Jean Jolly, PUF, 1960 [détail de l’édition]